# Assassinat de Rajiv Gandhi
Ne doit pas être confondu avec Mohandas Karamchand Gandhi ou Assassinat d'Indira Gandhi.
L'assassinat de Rajiv Gandhi, ancien Premier ministre de l'Inde, est survenu le 21 mai 1991 à la suite d'un attentat suicide à la ceinture explosive à Sriperumbudur dans le Tamil Nadu, en Inde. Au moins 14 autres personnes, en plus de Rajiv Gandhi, ont été tuées. 43 personnes ont été blessées par l'explosion. Ordonné par Velupillai Prabhakaran, l'assassinat a été réalisé par Kalaivani Rajaratnam (en) (également connue sous les pseudonymes Dhanu ou Thenmozhi), une membre de l'organisation séparatiste tamoule sri-lankaise Tigres de libération de l'Îlam tamoul (LTTE). À l'époque, l'Inde venait de mettre fin à son implication (en), par le biais de la Force indienne de maintien de la paix, dans la guerre civile sri-lankaise. Les accusations ultérieures de complot ont été examinées par deux commissions d'enquête et ont fait tomber au moins un gouvernement national,, le gouvernement de Inder Kumar Gujral.
En 2011, un éminent leader et cadre du LTTE, Kumaran Pathmanathan (en), reconnait dans une interview donnée à un collaborateur des médias Firstpost et CNN-IBN, que l'assassinat de Rajiv Gandhi a bien été planifié et commis par son organisation, avec l'implication personnelle de Velupillai Prabhakaran et de Pottu Amman. Précisant que cette information était connue de tous, Pathmanathan adresse ses excuses personnelles et au nom de l'organisation à la famille Nehru-Gandi et à la République indienne.